# El Mudamiento
El Mudamiento es una pedanía de la ciudad española de Orihuela, en la comarca de la Vega Baja del Segura, en Alicante. Cuenta con 485 habitantes.
- Datos: Q5481943